# 주자나 차푸토바
주자나 차푸토바(슬로바키아어: Zuzana Čaputová, 1973년 6월 21일~)는 슬로바키아의 정치인이자 변호사 출신의 제5대 슬로바키아의 대통령이자 첫 여성 대통령인 좌익 성향의 정치인이다.

## 내력
체코슬로바키아 시절의 브라티슬라바 출신이다. 코메니우스 대학교 법학부를 졸업하였다. 대학 졸업 후 변호사가 되어 환경 문제 등에 종사하였다. 2017년에 진보 슬로바키아당에 입당하였지만 2019년에 탈당했다.
2019년 슬로바키아 대통령 선거에서 무소속으로 출마해 3월 16일 제1회 투표에서 1위를 하였지만 과반수를 넘지 못하여, 3월 30일 제2회 투표로 넘어갔다. 2019년 3월 30일에 실시된 슬로바키아 대통령 선거 2차 투표 (결선투표)에서 방향-사회민주주의 후보로 출마한 마로시 셰프초비치를 누르고 당선되었으며, 슬로바키아 사상 최초로 여성 대통령으로 선출되었다.

## 역대 선거 결과
| 선거명      | 직책명              | 대수 | 정당              | 1차 득표율 | 1차 득표수 | 2차 득표율 | 2차 득표수  | 결과 | 당락 |
| ----------- | ------------------- | ---- | ----------------- | ---------- | ---------- | ---------- | ----------- | ---- | ---- |
| 2019년 선거 | 슬로바키아의 대통령 | 5대  | 진보 슬로바키아당 | 40.57%     | 870,415표  | 58.41%     | 1,056,582표 | 1위  |      |

## 같이 보기
- 여성 국가 지도자